# Élections présidentielles sous la Cinquième République dans les Bouches-du-Rhône
Depuis l'adoption de la Constitution de la Cinquième République française en 1958, dix élections présidentielles ont eu lieu afin d'élire le président de la République. Cette page présente les résultats de ces élections dans les Bouches-du-Rhône.

## Synthèse des résultats du second tour
Jusqu'en 1988, le département votait principalement à gauche. La tendance s'inverse à partir de 1995.
| année | Répartition des exprimés | Répartition des exprimés | Participation (% des inscrits) | Blancs ou nuls (% des votants) |

| 2022 | Emmanuel Macron (52,08 %) (France : 58,55 %) | Marine Le Pen (47,92 %) (France : 41,45 %) | 70,90 % (France : 71,99 %) | 5,45 % (France : 6,23 %) |

| 2017 | Emmanuel Macron (57,85 %) (France : 66,10 %) | Marine Le Pen (42,15 %) (France : 33,90 %) | 73,43 % (France : 77,77 %) | 1,65 % (France : 2,47 %) |

| 2012 | François Hollande (47,17 %) (France : 51,64 %) | Nicolas Sarkozy (52,83 %) (France : 48,36 %) | 80,42 % (France : 80,35 %) | 1,58 % (France : 5,82 %) |

| 2007 | Nicolas Sarkozy (58,03 %) (France : 53,06 %) | Ségolène Royal (41,97 %) (France : 46,94 %) | 83,82 % (France : 83,97 %) | 1,2 % (France : 4,20 %) |

| 2002 | Jacques Chirac (72,54 %) (France : 82,21 %) | J.-M. Le Pen (27,46 %) (France : 17,79 %) | 73,2 % (France : 79,71 %) | 2,76 % (France : 3,38 %) |

| 1995 | Jacques Chirac (54,46 %) (France : 52,64 %) | Lionel Jospin (45,54 %) (France : 47,36 %) | 76,62 % (France : 78,38 %) | 2,34 % (France : 2,81 %) |

| 1988 | François Mitterrand (50,48 %) (France : 54,02 %) | Jacques Chirac (49,52 %) (France : 45,98 % %) | 79,98 % (France : 81,35 %) | 1,54 % (France : 2,00 %) |

| 1981 | François Mitterrand (56,1 %) (France : 51,76 %) | Valéry Giscard d'Estaing (43,9 %) (France : 48,24 %) | 78,37 % (France : 81,09 %) | 1,38 % (France : 1,62 %) |

| 1974 | Valéry Giscard d'Estaing (43,64 %) (France : 50,81 %) | François Mitterrand (56,36 %) (France : 49,19 %) | 80,8 % (France : 84,23 %) | 0,88 % (France : 0,92 %) |

| 1969 | Georges Pompidou (52,9 %) (France : 58,21 %) | Alain Poher (47,1 %) (France : 41,79 %) | 73,92 % (France : 77,59 %) | 1,21 % (France : 1,29 %) |

| 1965 | Charles de Gaulle (43,46 %) (France : 55,20 %) | François Mitterrand (56,54 %) (France : 44,80 %) | 81,19 % (France : 84,75 %) | 0,95 % (France : 1,01 %) |

|  | ▲ |

## Résultats détaillés par scrutin

### 2022
Arrivé en tête du premier tour, le président sortant Emmanuel Macron (27,85 %) affronte Marine Le Pen (23,15 %), un duel identique à celui du scrutin de 2017. C'est la deuxième fois qu'un second tour opposant les mêmes candidats à deux scrutins présidentiels consécutifs a lieu après ceux où se sont affrontés Valéry Giscard d'Estaing et François Mitterrand en 1974 et 1981.
En troisième position avec 21,95 % des voix, Jean-Luc Mélenchon réalise le score le plus élevé de ses trois candidatures et arrive largement en tête de la gauche, mais échoue à accéder au second tour, avec environ 400 000 voix de moins que Marine Le Pen.
Une nouvelle fois, les partis politiques traditionnels sont absents du second tour, dans des proportions encore plus importantes que lors de la précédente élection. Le Parti socialiste et Les Républicains, représentés respectivement par Anne Hidalgo et Valérie Pécresse, s'effondrent avec des scores historiquement faibles et n'atteignent pas le seuil des 5 %, condition permettant d'être remboursé des frais de campagne.
Le second tour voit Emmanuel Macron l'emporter par 58,55 % des suffrages exprimés, permettant ainsi au président sortant d'entamer un second mandat. Le septennat ayant été aboli en 2000, il devient ainsi le premier président de la République française à être réélu pour un deuxième quinquennat, le deuxième président de la Cinquième République réélu hors période de cohabitation et le quatrième président de la Cinquième République réélu.
Dans les Bouches-du-Rhône, Marine Le Pen arrive en tête du premier tour avec 26,25 % des exprimés, suivie de Jean-Luc Mélenchon (23,59 %),  Emmanuel Macron (22,71 %) et Éric Zemmour (10,77 %). Au second tour, les électeurs ont voté à 52,08 % pour Emmanuel Macron contre 47,92 % pour Marine Le Pen avec un taux de participation de 70,90 % des inscrits.
| Candidats                | Candidats                | Partis                   | Premier tour | Premier tour | Second tour | Second tour |
| Candidats                | Candidats                | Partis                   | Voix         | %            | Voix        | %           |
| ------------------------ | ------------------------ | ------------------------ | ------------ | ------------ | ----------- | ----------- |
|                          | Marine Le Pen            | RN                       | 264 753      | 26,25        | 442 759     | 47,92       |
|                          | Jean-Luc Mélenchon       | LFI                      | 237 971      | 23,59        |             |             |
|                          | Emmanuel Macron          | LREM                     | 229 038      | 22,71        | 481 129     | 52,08       |
|                          | Éric Zemmour             | REC                      | 108 617      | 10,77        |             |             |
|                          | Yannick Jadot            | EELV                     | 42 109       | 4,17         |             |             |
|                          | Valérie Pécresse         | LR                       | 36 229       | 3,59         |             |             |
|                          | Fabien Roussel           | PCF                      | 24 295       | 2,41         |             |             |
|                          | Jean Lassalle            | RES                      | 24 256       | 2,40         |             |             |
|                          | Nicolas Dupont-Aignan    | DLF                      | 20 051       | 1,99         |             |             |
|                          | Anne Hidalgo             | PS                       | 11 760       | 1,17         |             |             |
|                          | Philippe Poutou          | NPA                      | 5 963        | 0,59         |             |             |
|                          | Nathalie Arthaud         | LO                       | 3 578        | 0,35         |             |             |
|                          |                          |                          |              |              |             |             |
| Votes valides            | Votes valides            | Votes valides            | 1 008 620    | 98,18        | 923 888     | 92,31       |
| Votes blancs             | Votes blancs             | Votes blancs             | 13 341       | 1,30         | 57 930      | 5,79        |
| Votes nuls               | Votes nuls               | Votes nuls               | 5 407        | 0,53         | 19 055      | 1,90        |
| Total                    | Total                    | Total                    | 1 027 368    | 100          | 1 000 873   | 100         |
| Abstention               | Abstention               | Abstention               | 383 816      | 27,20        | 410 706     | 29,10       |
| Inscrits / participation | Inscrits / participation | Inscrits / participation | 1 411 184    | 72,80        | 1 411 579   | 70,90       |

### 2017
Le premier tour de l'élection présidentielle de 2017 voit s'affronter onze candidats. Emmanuel Macron arrive en tête devant Marine Le Pen et tous deux se qualifient pour le second tour. Néanmoins, avec François Fillon et Jean-Luc Mélenchon, les scores des quatre candidats ayant recueilli le plus de voix sont serrés (4,43 points entre le 1er et le 4e). Pour la première fois, aucun des candidats des deux partis politiques pourvoyeurs jusque-là des présidents de la Ve République, n'est présent au second tour. Celui-ci se tient le dimanche 7 mai et se solde par la victoire d'Emmanuel Macron, avec un total de 20 753 798 bulletins de vote en sa faveur, soit 66,10 % des suffrages exprimés, face à la candidate du Front national, qui recueille 33,90 %. Le scrutin est néanmoins marqué par une forte abstention et par un record de votes blancs ou nuls. 
Dans les Bouches-du-Rhône, Marine Le Pen arrive en tête du premier tour avec 27,28 % des exprimés, suivie de Jean-Luc Mélenchon (22,02 %), François Fillon (19,76 %), Emmanuel Macron (19,37 %) et Benoît Hamon (4,53 %). Au second tour, les électeurs ont voté à 57,85 % pour Emmanuel Macron contre 42,15 % pour Marine Le Pen avec un taux de participation de 73,43 % des inscrits.
|             | FN          | Marine Le Pen         | 286 397   | 27,28 %    | 378 456   | 42,15 %    |  |  |
|             | LFI         | Jean-Luc Mélenchon    | 231 194   | 22,02 %    |           |            |  |  |
|             | LR          | François Fillon       | 207 466   | 19,76 %    |           |            |  |  |
|             | EM          | Emmanuel Macron       | 203 312   | 19,37 %    | 519 335   | 57,85 %    |  |  |
|             | PS          | Benoît Hamon          | 47 564    | 4,53 %     |           |            |  |  |
|             | DLF         | Nicolas Dupont-Aignan | 40 447    | 3,85 %     |           |            |  |  |
|             | RES         | Jean Lassalle         | 10 040    | 0,96 %     |           |            |  |  |
|             | UPR         | François Asselineau   | 9 418     | 0,9 %      |           |            |  |  |
|             | NPA         | Philippe Poutou       | 8 006     | 0,76 %     |           |            |  |  |
|             | LO          | Nathalie Arthaud      | 4 114     | 0,39 %     |           |            |  |  |
|             | SP          | Jacques Cheminade     | 1 740     | 0,17 %     |           |            |  |  |
|             |             |                       |           |            |           |            |  |  |
|             |             |                       | Nombre    | % inscrits | Nombre    | % inscrits |  |  |
| Inscrits    | Inscrits    | Inscrits              | 1 372 394 |            | 1 370 057 |            |  |  |
| Abstentions | Abstentions | Abstentions           | 300 146   | 21,87 %    | 364 020   | 26,57 %    |  |  |
| Votants     | Votants     | Votants               | 1 072 248 | 78,13 %    | 1 006 037 | 73,43 %    |  |  |
|             |             |                       |           |            |           |            |  |  |
|             |             |                       |           | % votants  |           | % votants  |  |  |
| Blancs      | Blancs      | Blancs                | 16 578    | 1,21 %     | 81 938    | 5,98 %     |  |  |
| Nuls        | Nuls        | Nuls                  | 5 972     | 0,44 %     | 26 308    | 1,92 %     |  |  |
| Exprimés    | Exprimés    | Exprimés              | 1 049 698 | 76,49 %    | 897 791   | 65,53 %    |  |  |

### 2012
Hollande, désigné par le PS à la suite d'une primaire ouverte, devance Sarkozy dès le premier tour de l'élection présidentielle de 2012 : c'est la première fois qu'un président sortant est ainsi devancé. Au second tour, Sarkozy est battu mais par un écart plus faible qu'attendu.
Dans les Bouches-du-Rhône, Nicolas Sarkozy arrive en tête du premier tour avec 27,5 % des exprimés, suivi de François Hollande (24,51 %), Marine Le Pen (23,38 %), Jean-Luc Mélenchon (13,43 %) et François Bayrou (6,35 %). Au second tour, les électeurs ont voté à 47,17 % pour François Hollande contre 52,83 % pour Nicolas Sarkozy avec un taux de participation de 80,93 % des inscrits.
|                | UMP            | Nicolas Sarkozy       | 286 175   | 27,5 %     | 531 652   | 52,83 %    |  |  |
|                | PS             | François Hollande     | 255 052   | 24,51 %    | 474 704   | 47,17 %    |  |  |
|                | FN             | Marine Le Pen         | 243 348   | 23,38 %    |           |            |  |  |
|                | FG             | Jean-Luc Mélenchon    | 139 719   | 13,43 %    |           |            |  |  |
|                | MoDem          | François Bayrou       | 66 082    | 6,35 %     |           |            |  |  |
|                | EELV           | Éva Joly              | 21 977    | 2,11 %     |           |            |  |  |
|                | DLF            | Nicolas Dupont-Aignan | 14 087    | 1,35 %     |           |            |  |  |
|                | NPA            | Philippe Poutou       | 8 293     | 0,8 %      |           |            |  |  |
|                | LO             | Nathalie Arthaud      | 3 641     | 0,35 %     |           |            |  |  |
|                | SP             | Jacques Cheminade     | 2 249     | 0,22 %     |           |            |  |  |
|                |                |                       |           |            |           |            |  |  |
|                |                |                       | Nombre    | % inscrits | Nombre    | % inscrits |  |  |
| Inscrits       | Inscrits       | Inscrits              | 1 314 766 |            | 1 314 755 |            |  |  |
| Abstentions    | Abstentions    | Abstentions           | 257 432   | 19,58 %    | 250 778   | 19,07 %    |  |  |
| Votants        | Votants        | Votants               | 1 057 334 | 80,42 %    | 1 063 977 | 80,93 %    |  |  |
|                |                |                       |           |            |           |            |  |  |
|                |                |                       |           | % votants  |           | % votants  |  |  |
| Blancs ou nuls | Blancs ou nuls | Blancs ou nuls        | 16 711    | 1,58 %     | 57 621    | 5,42 %     |  |  |
| Exprimés       | Exprimés       | Exprimés              | 1 040 623 | 98,42 %    | 1 006 356 | 98,42 %    |  |  |

### 2007
Au premier tour de l'élection présidentielle de 2007, Sarkozy réussit à capter une partie des voix de Le Pen et arrive largement en tête. Royal est la première femme qualifiée pour le second tour d'une élection présidentielle. Elle est battue avec une avance de 6 points.
Dans les Bouches-du-Rhône, Nicolas Sarkozy arrive en tête du premier tour avec 34,24 % des exprimés, suivi de Ségolène Royal (23,78 %), François Bayrou (15,05 %), Jean-Marie Le Pen (13,87 %) et Olivier Besancenot (3,46 %). Au second tour, les électeurs ont voté à 58,03 % pour Nicolas Sarkozy contre 41,97 % pour Ségolène Royal avec un taux de participation de 84,82 % des inscrits.
|                | UMP            | Nicolas Sarkozy      | 357 593   | 34,24 %    | 597 318   | 58,03 %    |  |  |
|                | PS             | Ségolène Royal       | 248 290   | 23,78 %    | 431 992   | 41,97 %    |  |  |
|                | UDF            | François Bayrou      | 157 136   | 15,05 %    |           |            |  |  |
|                | FN             | Jean-Marie Le Pen    | 144 807   | 13,87 %    |           |            |  |  |
|                | LCR            | Olivier Besancenot   | 36 107    | 3,46 %     |           |            |  |  |
|                | PCF            | Marie-George Buffet  | 30 895    | 2,96 %     |           |            |  |  |
|                | MPF            | Philippe de Villiers | 17 300    | 1,66 %     |           |            |  |  |
|                | DVG            | José Bové            | 14 312    | 1,37 %     |           |            |  |  |
|                | LV             | Dominique Voynet     | 13 945    | 1,34 %     |           |            |  |  |
|                | LO             | Arlette Laguiller    | 10 856    | 1,04 %     |           |            |  |  |
|                | CPNT           | Frédéric Nihous      | 9 081     | 0,87 %     |           |            |  |  |
|                | CNRSP          | Gérard Schivardi     | 3 917     | 0,38 %     |           |            |  |  |
|                |                |                      |           |            |           |            |  |  |
|                |                |                      | Nombre    | % inscrits | Nombre    | % inscrits |  |  |
| Inscrits       | Inscrits       | Inscrits             | 1 260 916 |            | 1 260 808 |            |  |  |
| Abstentions    | Abstentions    | Abstentions          | 203 962   | 16,18 %    | 191 440   | 15,18 %    |  |  |
| Votants        | Votants        | Votants              | 1 056 954 | 83,82 %    | 1 069 368 | 84,82 %    |  |  |
|                |                |                      |           |            |           |            |  |  |
|                |                |                      |           | % votants  |           | % votants  |  |  |
| Blancs ou nuls | Blancs ou nuls | Blancs ou nuls       | 12 715    | 1,2 %      | 40 058    | 3,75 %     |  |  |
| Exprimés       | Exprimés       | Exprimés             | 1 044 239 | 98,8 %     | 1 029 310 | 96,25 %    |  |  |

### 2002
Après cinq années de cohabitation, un duel est attendu entre Chirac et le Premier ministre Jospin lors de l'élection présidentielle de 2002, mais, à la surprise générale, ce dernier est devancé par Le Pen au premier tour. Au second tour, Chirac bénéficie du ralliement de la gauche et reçoit un score sans précédent. Il s'agit de la première élection pour un mandat de cinq ans et non plus sept.
Dans les Bouches-du-Rhône, Jean-Marie  Le Pen arrive en tête du premier tour avec 22,41 % des exprimés, suivi de Jacques  Chirac (16,93 %), Lionel  Jospin (14,01 %), François Bayrou (5,83 %) et Jean-Pierre  Chevenement (5,51 %). Au second tour, les électeurs ont voté à 72,54 % pour Jacques  Chirac contre 27,46 % pour Jean-Marie  Le Pen avec un taux de participation de 80,88 % des inscrits.
|                | FN             | Jean-Marie Le Pen       | 182 610   | 22,41 %    | 241 814   | 27,46 %    |  |  |
|                | RPR            | Jacques Chirac          | 138 017   | 16,93 %    | 638 688   | 72,54 %    |  |  |
|                | PS             | Lionel Jospin           | 114 201   | 14,01 %    |           |            |  |  |
|                | UDF            | François Bayrou         | 47 487    | 5,83 %     |           |            |  |  |
|                | MC             | Jean-Pierre Chevènement | 44 895    | 5,51 %     |           |            |  |  |
|                | Les Verts      | Noël Mamère             | 41 514    | 5,09 %     |           |            |  |  |
|                | MNR            | Bruno Mégret            | 40 592    | 4,98 %     |           |            |  |  |
|                | LO             | Arlette Laguiller       | 40 168    | 4,93 %     |           |            |  |  |
|                | PC             | Robert Hue              | 38 991    | 4,78 %     |           |            |  |  |
|                | CPNT           | Jean Saint-Josse        | 32 072    | 3,94 %     |           |            |  |  |
|                | DL             | Alain Madelin           | 31 324    | 3,84 %     |           |            |  |  |
|                | LCR            | Olivier Besancenot      | 26 827    | 3,29 %     |           |            |  |  |
|                | PRG            | Christiane Taubira      | 14 050    | 1,72 %     |           |            |  |  |
|                | Cap21          | Corinne Lepage          | 12 808    | 1,57 %     |           |            |  |  |
|                | FRS            | Christine Boutin        | 6 468     | 0,79 %     |           |            |  |  |
|                | PT             | Daniel Gluckstein       | 2 977     | 0,37 %     |           |            |  |  |
|                |                |                         |           |            |           |            |  |  |
|                |                |                         | Nombre    | % inscrits | Nombre    | % inscrits |  |  |
| Inscrits       | Inscrits       | Inscrits                | 1 144 969 |            | 1 145 020 |            |  |  |
| Abstentions    | Abstentions    | Abstentions             | 306 821   | 26,8 %     | 218 918   | 19,12 %    |  |  |
| Votants        | Votants        | Votants                 | 838 148   | 73,2 %     | 926 102   | 80,88 %    |  |  |
|                |                |                         |           |            |           |            |  |  |
|                |                |                         |           | % votants  |           | % votants  |  |  |
| Blancs ou nuls | Blancs ou nuls | Blancs ou nuls          | 23 147    | 2,76 %     | 45 600    | 4,92 %     |  |  |
| Exprimés       | Exprimés       | Exprimés                | 815 001   | 97,24 %    | 880 502   | 95,08 %    |  |  |

### 1995
Après une nouvelle cohabitation et alors que la droite est particulièrement divisée entre Chirac et le Premier ministre Balladur, Jospin réussit à arriver en tête au premier tour de l'élection présidentielle de 1995, malgré la très lourde défaite de la gauche aux législatives de 1993. Au second tour, il est battu par Chirac.
Dans les Bouches-du-Rhône, Jean-Marie Le Pen arrive en tête du premier tour avec 21,43 % des exprimés, suivi de Lionel Jospin (20,38 %), Édouard Balladur (17,8 %), Jacques Chirac (16,89 %) et Robert Hue (11,81 %). Au second tour, les électeurs ont voté à 54,46 % pour Jacques Chirac contre 45,54 % pour Lionel Jospin avec un taux de participation de 77,64 % des inscrits.
|                | FN             | Jean-Marie Le Pen    | 177 779   | 21,43 %    |           |            |  |  |
|                | PS             | Lionel Jospin        | 169 139   | 20,38 %    | 363 114   | 45,54 %    |  |  |
|                | RPR            | Édouard Balladur     | 147 713   | 17,8 %     |           |            |  |  |
|                | RPR            | Jacques Chirac       | 140 160   | 16,89 %    | 434 237   | 54,46 %    |  |  |
|                | PC             | Robert Hue           | 98 030    | 11,81 %    |           |            |  |  |
|                | LO             | Arlette Laguiller    | 41 462    | 5 %        |           |            |  |  |
|                | MPF            | Philippe de Villiers | 30 291    | 3,65 %     |           |            |  |  |
|                | Les Verts      | Dominique Voynet     | 23 287    | 2,81 %     |           |            |  |  |
|                | SP             | Jacques Cheminade    | 1 896     | 0,23 %     |           |            |  |  |
|                |                |                      |           |            |           |            |  |  |
|                |                |                      | Nombre    | % inscrits | Nombre    | % inscrits |  |  |
| Inscrits       | Inscrits       | Inscrits             | 1 108 942 |            | 1 108 867 |            |  |  |
| Abstentions    | Abstentions    | Abstentions          | 259 271   | 23,38 %    | 247 977   | 22,36 %    |  |  |
| Votants        | Votants        | Votants              | 849 671   | 76,62 %    | 860 890   | 77,64 %    |  |  |
|                |                |                      |           |            |           |            |  |  |
|                |                |                      |           | % votants  |           | % votants  |  |  |
| Blancs ou nuls | Blancs ou nuls | Blancs ou nuls       | 19 914    | 2,34 %     | 63 539    | 7,38 %     |  |  |
| Exprimés       | Exprimés       | Exprimés             | 829 757   | 97,66 %    | 797 351   | 92,62 %    |  |  |

### 1988
Après deux ans de cohabitation, Mitterrand affronte le Premier ministre Chirac lors de l'élection présidentielle de 1988. Le Pen obtient au premier tour un score jusque-là sans précédent pour un parti d'extrême droite. Au second tour, Mitterrand est facilement réélu.
Dans les Bouches-du-Rhône, François Mitterrand arrive en tête du premier tour avec 26,96 % des exprimés, suivi de Jean-Marie Le Pen (26,4 %), Jacques Chirac (14,77 %), Raymond Barre (13,9 %) et André Lajoinie (11,19 %). Au second tour, les électeurs ont voté à 50,48 % pour François Mitterrand contre 49,52 % pour Jacques Chirac avec un taux de participation de 81,87 % des inscrits.
|                | PS                    | François Mitterrand | 230 388   | 26,96 %    | 429 190   | 50,48 %    |  |  |
|                | FN                    | Jean-Marie Le Pen   | 225 595   | 26,4 %     |           |            |  |  |
|                | RPR                   | Jacques Chirac      | 126 249   | 14,77 %    | 421 015   | 49,52 %    |  |  |
|                | SE                    | Raymond Barre       | 118 745   | 13,9 %     |           |            |  |  |
|                | PC                    | André Lajoinie      | 95 622    | 11,19 %    |           |            |  |  |
|                | Les Verts             | Antoine Waechter    | 25 118    | 2,94 %     |           |            |  |  |
|                | Communiste rénovateur | Pierre Juquin       | 19 374    | 2,27 %     |           |            |  |  |
|                | LO                    | Arlette Laguiller   | 11 049    | 1,29 %     |           |            |  |  |
|                | MPT                   | Pierre Boussel      | 2 399     | 0,28 %     |           |            |  |  |
|                |                       |                     |           |            |           |            |  |  |
|                |                       |                     | Nombre    | % inscrits | Nombre    | % inscrits |  |  |
| Inscrits       | Inscrits              | Inscrits            | 1 085 250 |            | 1 085 148 |            |  |  |
| Abstentions    | Abstentions           | Abstentions         | 217 319   | 20,02 %    | 196 688   | 18,13 %    |  |  |
| Votants        | Votants               | Votants             | 867 931   | 79,98 %    | 888 460   | 81,87 %    |  |  |
|                |                       |                     |           |            |           |            |  |  |
|                |                       |                     |           | % votants  |           | % votants  |  |  |
| Blancs ou nuls | Blancs ou nuls        | Blancs ou nuls      | 13 392    | 1,54 %     | 38 255    | 4,31 %     |  |  |
| Exprimés       | Exprimés              | Exprimés            | 854 539   | 98,46 %    | 850 205   | 95,69 %    |  |  |

### 1981
Lors de l'élection présidentielle de 1981, Giscard d'Estaing arrive en tête au premier tour et affronte, comme la fois précédente, Mitterrand. Pour la première fois, un président sortant est battu : Mitterrand devient le premier président de gauche de la Ve République.
Dans les Bouches-du-Rhône, Georges Marchais arrive en tête du premier tour avec 25,55 % des exprimés, suivi de Valéry Giscard d'Estaing (25,53 %), François Mitterrand (23,85 %), Jacques Chirac (14,83 %) et Brice Lalonde (3,65 %). Au second tour, les électeurs ont voté à 56,36 % pour François Mitterrand contre 43,9 % pour Valéry Giscard d'Estaing avec un taux de participation de 82,22 % des inscrits.
|                | PC             | Georges Marchais         | 204 643   | 25,55 %    |           |            |  |  |
|                | UDF            | Valéry Giscard d'Estaing | 204 419   | 25,53 %    | 363 755   | 43,9 %     |  |  |
|                | PS             | François Mitterrand      | 190 955   | 23,85 %    | 464 771   | 56,1 %     |  |  |
|                | RPR            | Jacques Chirac           | 118 748   | 14,83 %    |           |            |  |  |
|                | MEP            | Brice Lalonde            | 29 206    | 3,65 %     |           |            |  |  |
|                | LO             | Arlette Laguiller        | 13 308    | 1,66 %     |           |            |  |  |
|                | MRG            | Michel Crépeau           | 12 824    | 1,6 %      |           |            |  |  |
|                | Divers droite  | Marie-France Garaud      | 10 208    | 1,27 %     |           |            |  |  |
|                | Divers droite  | Michel Debré             | 10 009    | 1,25 %     |           |            |  |  |
|                | PSU            | Huguette Bouchardeau     | 6 477     | 0,81 %     |           |            |  |  |
|                |                |                          |           |            |           |            |  |  |
|                |                |                          | Nombre    | % inscrits | Nombre    | % inscrits |  |  |
| Inscrits       | Inscrits       | Inscrits                 | 1 036 072 |            | 1 039 153 |            |  |  |
| Abstentions    | Abstentions    | Abstentions              | 224 053   | 21,63 %    | 184 788   | 17,78 %    |  |  |
| Votants        | Votants        | Votants                  | 812 019   | 78,37 %    | 854 365   | 82,22 %    |  |  |
|                |                |                          |           |            |           |            |  |  |
|                |                |                          |           | % votants  |           | % votants  |  |  |
| Blancs ou nuls | Blancs ou nuls | Blancs ou nuls           | 11 222    | 1,38 %     | 25 839    | 3,02 %     |  |  |
| Exprimés       | Exprimés       | Exprimés                 | 800 797   | 98,62 %    | 828 526   | 96,98 %    |  |  |

### 1974
L'élection présidentielle de 1974 est une élection anticipée à la suite de la mort de Pompidou. Mitterrand, candidat unique de la gauche, est largement en tête au premier tour devant Giscard d'Estaing, qui distance lui-même Chaban-Delmas. Au terme d'une campagne animée, marquée par un débat télévisé tendu, Giscard d'Estaing l'emporte avec une très courte avance.
Dans les Bouches-du-Rhône, François Mitterrand arrive en tête du premier tour avec 52,07 % des exprimés, suivi de Valéry Giscard d'Estaing (29,88 %), Jacques Chaban-Delmas (10,88 %), Arlette Laguiller (1,69 %) et Jean Royer (1,6 %). Au second tour, les électeurs ont voté à 56,36 % pour François Mitterrand contre 43,64 % pour Valéry Giscard d'Estaing avec un taux de participation de 84,76 % des inscrits.
|                | PS             | François Mitterrand       | 341 419 | 52,07 %    | 386 541 | 56,36 %    |  |  |
|                | RI             | Valéry Giscard d'Estaing' | 195 924 | 29,88 %    | 299 327 | 43,64 %    |  |  |
|                | UDR            | Jacques Chaban-Delmas     | 71 304  | 10,88 %    |         |            |  |  |
|                | LO             | Arlette Laguiller         | 11 052  | 1,69 %     |         |            |  |  |
|                | SE             | Jean Royer                | 10 476  | 1,6 %      |         |            |  |  |
|                | SE, écologiste | René Dumont               | 9 210   | 1,4 %      |         |            |  |  |
|                | FN             | Jean-Marie Le Pen         | 7 421   | 1,13 %     |         |            |  |  |
|                | FCR            | Alain Krivine             | 2 994   | 0,46 %     |         |            |  |  |
|                | MDSF           | Émile Muller              | 2 738   | 0,42 %     |         |            |  |  |
|                | MFE            | Jean-Claude Sebag         | 1 471   | 0,22 %     |         |            |  |  |
|                | NAR            | Bertrand Renouvin         | 1 231   | 0,19 %     |         |            |  |  |
|                |                |                           |         |            |         |            |  |  |
|                |                |                           | Nombre  | % inscrits | Nombre  | % inscrits |  |  |
| Inscrits       | Inscrits       | Inscrits                  | 818 674 |            | 818 706 |            |  |  |
| Abstentions    | Abstentions    | Abstentions               | 157 182 | 19,2 %     | 124 769 | 15,24 %    |  |  |
| Votants        | Votants        | Votants                   | 661 492 | 80,8 %     | 693 937 | 84,76 %    |  |  |
|                |                |                           |         |            |         |            |  |  |
|                |                |                           |         | % votants  |         | % votants  |  |  |
| Blancs ou nuls | Blancs ou nuls | Blancs ou nuls            | 5 845   | 0,88 %     | 8 069   | 1,16 %     |  |  |
| Exprimés       | Exprimés       | Exprimés                  | 655 647 | 99,12 %    | 685 868 | 98,84 %    |  |  |

### 1969
L'élection présidentielle de 1969 est une élection anticipée à la suite de la démission de De Gaulle. La gauche se lance désunie dans la course et, bien que Duclos (PCF) manque de le devancer, c'est le président par intérim Poher qui accède au second tour face à l'ex-Premier ministre Pompidou. Alors que Duclos refuse d'appeler à voter au second tour pour « bonnet blanc ou blanc bonnet », Pompidou est finalement largement élu.
Dans les Bouches-du-Rhône, Georges Pompidou arrive en tête du premier tour avec 34,78 % des exprimés, suivi de Jacques Duclos (30,78 %), Alain Poher (18,56 %), Gaston Defferre (10,91 %) et Michel Rocard (2,94 %). Au second tour, les électeurs ont voté à 52,9 % pour Georges Pompidou contre 47,1 % pour Alain Poher avec un taux de participation de 59,57 % des inscrits.
|                | UDR            | Georges Pompidou | 194 989 | 34,78 %    | 223 654 | 52,9 %     |  |  |
|                | PC             | Jacques Duclos   | 172 595 | 30,78 %    |         |            |  |  |
|                | CD             | Alain Poher      | 104 092 | 18,56 %    | 199 094 | 47,1 %     |  |  |
|                | SFIO           | Gaston Defferre  | 61 156  | 10,91 %    |         |            |  |  |
|                | PSU            | Michel Rocard    | 16 466  | 2,94 %     |         |            |  |  |
|                | SE             | Louis Ducatel    | 6 266   | 1,12 %     |         |            |  |  |
|                | LC             | Alain Krivine    | 5 130   | 0,91 %     |         |            |  |  |
|                |                |                  |         |            |         |            |  |  |
|                |                |                  | Nombre  | % inscrits | Nombre  | % inscrits |  |  |
| Inscrits       | Inscrits       | Inscrits         | 767 852 |            | 767 706 |            |  |  |
| Abstentions    | Abstentions    | Abstentions      | 200 290 | 26,08 %    | 310 390 | 40,43 %    |  |  |
| Votants        | Votants        | Votants          | 567 562 | 73,92 %    | 457 316 | 59,57 %    |  |  |
|                |                |                  |         |            |         |            |  |  |
|                |                |                  |         | % votants  |         | % votants  |  |  |
| Blancs ou nuls | Blancs ou nuls | Blancs ou nuls   | 6 868   | 1,21 %     | 34 568  | 7,56 %     |  |  |
| Exprimés       | Exprimés       | Exprimés         | 560 694 | 98,79 %    | 422 748 | 92,44 %    |  |  |

### 1965
L'élection présidentielle de 1965 est la première élection au suffrage universel direct à la suite du référendum d'octobre 1962. De Gaulle est mis en ballottage, à la surprise générale, par Mitterrand, candidat unique de la gauche. La campagne du second tour est axée sur l'Europe et les relations internationales ainsi que sur l'armement nucléaire. De Gaulle est finalement réélu avec une large avance.
Dans les Bouches-du-Rhône, François Mitterrand arrive en tête du premier tour avec 39,34 % des exprimés, suivi de Charles de Gaulle (35,68 %), Jean-Louis Tixier-Vignancour (12,45 %), Jean Lecanuet (9,62 %) et Pierre Marcilhacy (1,64 %). Au second tour, les électeurs ont voté à 56,54 % pour François Mitterrand contre 43,46 % pour Charles de Gaulle avec un taux de participation de 80,72 % des inscrits.
|                | CIR            | François Mitterrand          | 237 573 | 39,34 %    | 334 226 | 56,54 %    |  |  |
|                | UNR            | Charles de Gaulle            | 215 475 | 35,68 %    | 256 917 | 43,46 %    |  |  |
|                | SE             | Jean-Louis Tixier-Vignancour | 75 206  | 12,45 %    |         |            |  |  |
|                | MRP            | Jean Lecanuet                | 58 070  | 9,62 %     |         |            |  |  |
|                | PLE            | Pierre Marcilhacy            | 9 911   | 1,64 %     |         |            |  |  |
|                | SE             | Marcel Barbu                 | 7 606   | 1,26 %     |         |            |  |  |
|                |                |                              |         |            |         |            |  |  |
|                |                |                              | Nombre  | % inscrits | Nombre  | % inscrits |  |  |
| Inscrits       | Inscrits       | Inscrits                     | 750 823 |            | 749 793 |            |  |  |
| Abstentions    | Abstentions    | Abstentions                  | 141 213 | 18,81 %    | 144 580 | 19,28 %    |  |  |
| Votants        | Votants        | Votants                      | 609 610 | 81,19 %    | 605 213 | 80,72 %    |  |  |
|                |                |                              |         |            |         |            |  |  |
|                |                |                              |         | % votants  |         | % votants  |  |  |
| Blancs ou nuls | Blancs ou nuls | Blancs ou nuls               | 5 769   | 0,95 %     | 14 070  | 2,32 %     |  |  |
| Exprimés       | Exprimés       | Exprimés                     | 603 841 | 99,05 %    | 591 143 | 97,68 %    |  |  |